# S・マラ・Gd
S・マラ・Gd（エス・マラ・ゲーデー、S. Mara Gd）は、インドネシアの小説家。
本名、生年、出身地などは公開されておらず、過去にアガサ・クリスティ作品の翻訳をしたことがあるということ以外、経歴も一切明かされていない。2008年に刊行された『妨げられたメロディの謎』の裏表紙で初めて顔写真が公開され、そこから50、60代の華人系の女性であると推定されている。

## 主な作品
東ジャワ州警察本部のコサシとゴザリを主人公とする推理小説シリーズを30作発表している。ほかに、恋愛小説も多数執筆している。
- コサシとゴザリシリーズ
  - Misteri Dian yang Padam (1985)（消えた光の謎） - デビュー作、シリーズ1作目
  - Misteri Rubrik Kontak Hati (1993) 『殺意の架け橋』 柏村彰夫訳、講談社 島田荘司選アジア本格リーグ5、2010年3月 - シリーズ20作目
  - Misteri Melody yang Terinterupsi (2008)（妨げられたメロディの謎） - シリーズ30作目
- 推理小説短編集
  - Kasus-Kasus Pelacakan Daud Hakim dan Trista (1992-1993)（ダウド・ハキムとトリスタの事件簿） - 全5巻